# Küküllősárd
Küküllősárd (románul: Șoard) falu Romániában, Maros megyében.

## Története
Héjjasfalva község része. A trianoni békeszerződésig Nagy-Küküllő vármegye Segesvári járásához tartozott.

## Népessége
2002-ben 649 lakosa volt, ebből 377 cigány, 186 román, 83 magyar és 2 ukrán nemzetiségű.

## Vallások
A falu lakói közül 564-en ortodox, 45-en református, 34-en unitárius hitűek és 4 fő római katolikus.